# セアラ・パーサー
- セアラ・パーサー
- サラ・パーサー
- セーラ・パーサー

セアラ・ヘンリエッタ・パーサー (Sarah Henrietta Purser, 1848年3月22日 – 1943年8月7日)は、主に肖像画家として有名なアイルランドの芸術家である。王立ヒベルニア・アカデミー (RHA) 初の女性正会員であった。また、ステンドグラス工房「アン・トゥ・グリナ (An Túr Gloine) 」を設立し、主に資金面および運営面で支援した。

## 生い立ちと生涯

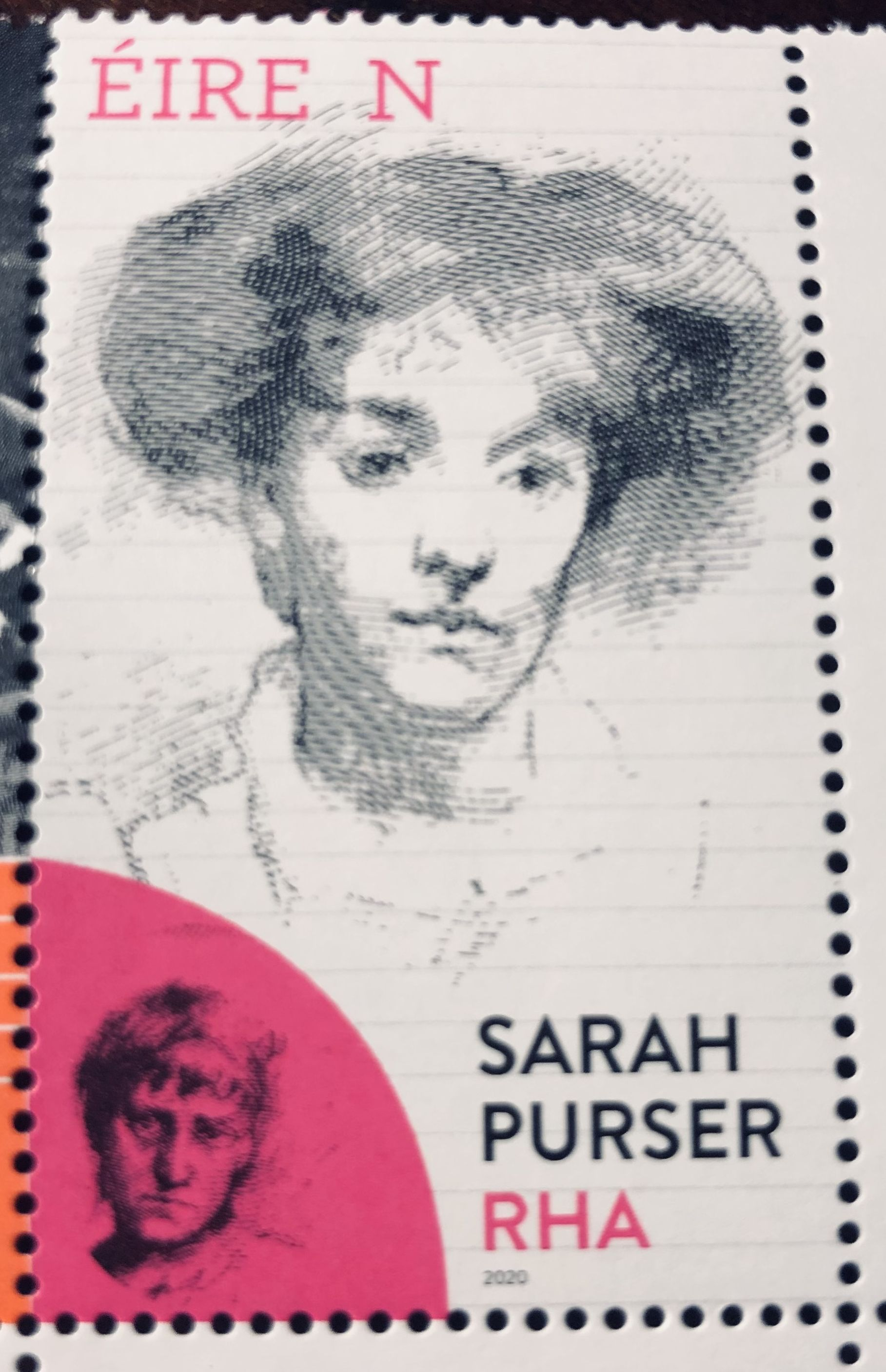
2020年発行のセアラ・パーサー記念切手

パーサーはダブリン県キングズタウン（現ダン・レアリー）に生まれ、ウォーターフォード県ダンガーヴァンで育った。 彼女は穀物商や醸造業を営む父ベンジャミン・パーサー (Benjamin Purser) と母アン・マレット（旧姓） (Anne Mallet) とのあいだに生まれた、数多くの兄弟姉妹のうちの一人であった。パーサー家およびマレット家は18世紀にアイルランドに移住した人々であり、パーサーとサー・フレデリック・ウィリアム・バートンは共通の先祖をもつ。トリニティ・コレッジ・ダブリン (TCD) で医学教授を務めたジョン・マレット・パーサーは彼女の兄に、同じくTCDで教授を務めた古典学者のルイス・クロード・パーサーは彼女の末弟にあたり、姪のオリーヴ・パーサーはTCD史上初の正式な女子学生となった。
パーサーの後半生の住居となったのは、グランド・カナルを臨むメスピル・ロードにあったジョージ朝様式の館、メスピル・ハウスである。ここで彼女は月に一度、ダブリンの作家や芸術家たちを招待してもてなしていた。このサロンはダブリンの文芸界において恒例の催しとなった。1943年8月7日、パーサーは卒中が原因で自宅で死去した。彼女はダブリンのマウント・ジェローム墓地にある兄ジョンと弟ルイスの墓の隣に埋葬された。

## 教育
パーサーは13歳のときにスイスにあるモラヴィア兄弟団の学校、モンミライユ福音学園 (Institution Evangélique de Montmirail) に入学し、卒業までの2年間でフランス語を流暢に話せるようになったほか、絵画を描き始めた。1873年に父の事業が失敗すると、彼女はプロの画家を目指すことに決め、ダブリン・メトロポリタン・スクール・オブ・アートに通った。パーサーはダブリン写生クラブに入り、のちに名誉会員に任命されている。1874年の全国コンテストで頭角を現すと、1878年に再度RHAに出展したのを皮切りに、彼女は以後50年にわたって常連となった。肖像画を中心に、毎回平均3作品を出展した。
1878年から1879年までのあいだ、パーサーは当時バスティアン＝ルパージュのいたパリのアカデミー・ジュリアンに通い、そこでドイツ系の画家ルイーズ・カトリーヌ・ブレスラウと知り合い、二人は生涯を通じた友人となった。また、ブレスラウと彼女をライバル視するマリ・バシュキルツェフとの間を取り成す役割も果たした。

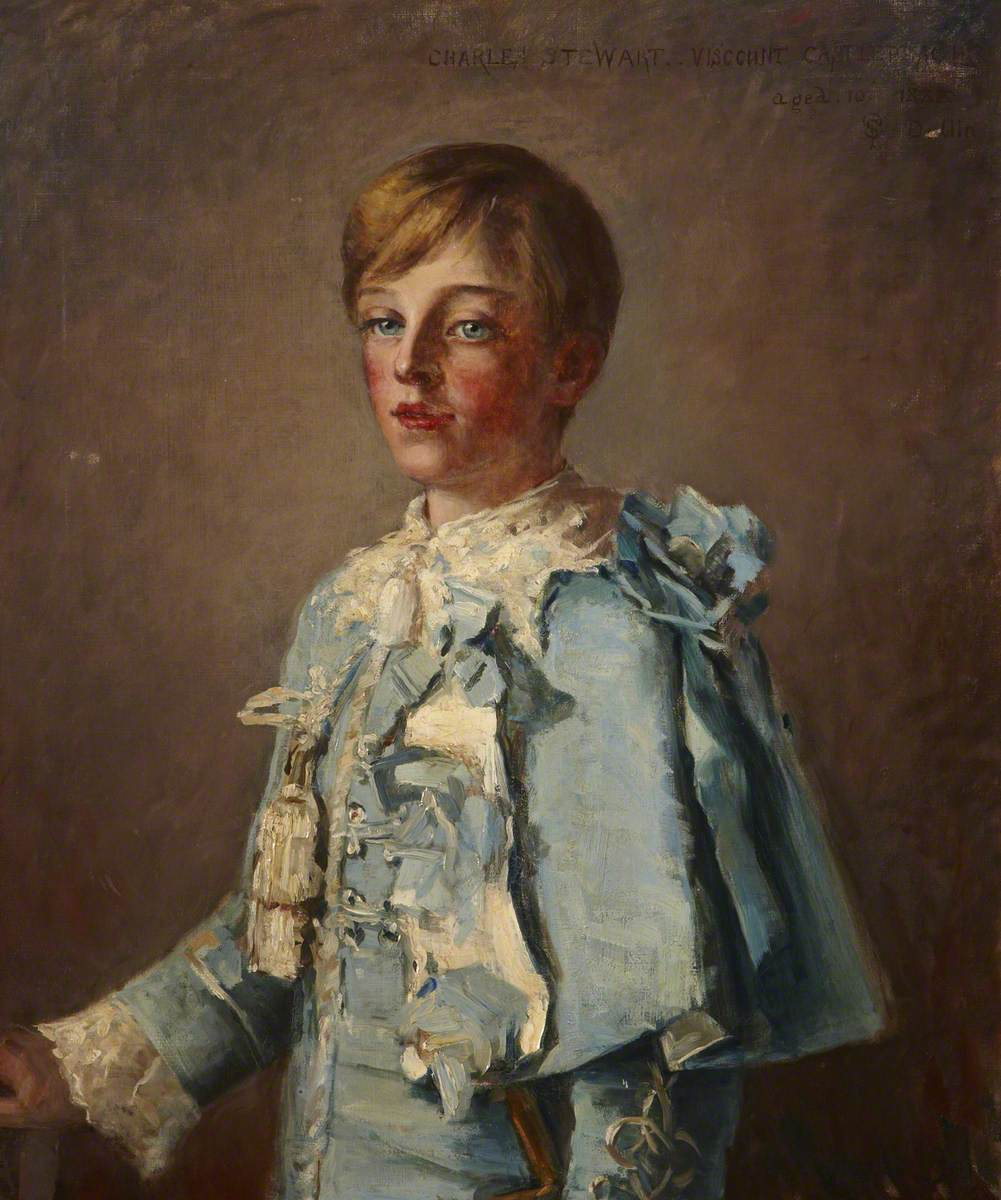
アイルランド総督第6代ロンドンデリー侯爵の息子（のちの第7代侯爵）の肖像画（1888年）

## 活動歴
セアラ・パーサーは積極的な投資、とりわけギネスへの投資によって財を成した。というのも、彼女の親戚の何人かがギネスに長年勤めていたからである。ダブリンの美術界において精力的に活動し、市立現代美術館（のちのヒュー・レイン美術館）の設立においても、美術品を収蔵するためパーネル・スクエアにあるシャーレモント・ハウスを提供してもらえるようアイルランド政府（首相ウィリアム・コスグレイヴ）に働きかけたりして関与した。
パーサーはダブリンのハーコート・テラス11番地にアトリエを構え、1887年から1909年まではそこを住まいとしていた。この頃にはすでに彼女のサロンはダブリンの社交・文化・ナショナリズム界隈では有名になっており、男女問わず彼女の元を訪れては芸術から文学、ゲール語、政治問題まで幅広く話題にしていた。出入りしていた著名人としては、マイケル・ダヴィット、ジョン・オリアリー (フェニアン)、ダグラス・ハイド、コンスタンツ・マルキエビッチ、'AE'ことジョージ・ウィリアム・ラッセル、モード・ゴン、ウィリアム・バトラー・イェイツなどがいる。
彼女はアイルランド国立美術館において史上2番目の女性理事となり、1914年から死去する1943年まで務めた。理事として、人事のほかにもヒュー・レインの古典作品コレクションの保持や1922年の自由国への政府移行時における美術館業務の調整に精力的に関わった。
1890年にパーサーは王立ヒベルニア・アカデミー (RHA) の名誉会員となり、1923年には女性として初の準会員に、そして1924年に初の女性正会員となった。1924年に彼女は全アイルランド美術品収集後援会 (the Friends of the National Collection of Ireland, FNCI) を発足させる運動を始めた。

## 肖像画
パーサーは主に肖像画家として活躍し、作品の一部は新聞・雑誌のメディアにおいても絶賛された。イングランドやスコットランドの上流階級から依頼を受けることも多く、それらの作品はロンドンのロイヤル・アカデミーにおいて展示された。1888年にはアイルランド総督の第6代ロンドンデリー侯爵から息子の肖像画を依頼されている。
パーサーのサロンに出入りしていた人々のなかには、肖像画・人物画となっている者もいる。代表的な例としては、マイケル・ダヴィット、ダグラス・ハイド、コンスタンツ・マルキエビッチ、ロジャー・ケイスメント、モード・ゴン、ジャック・バトラー・イェイツ、エドワード・マーティンなどがあり、とりわけモード・ゴンをモデルとして描いた作品は複数存在する。

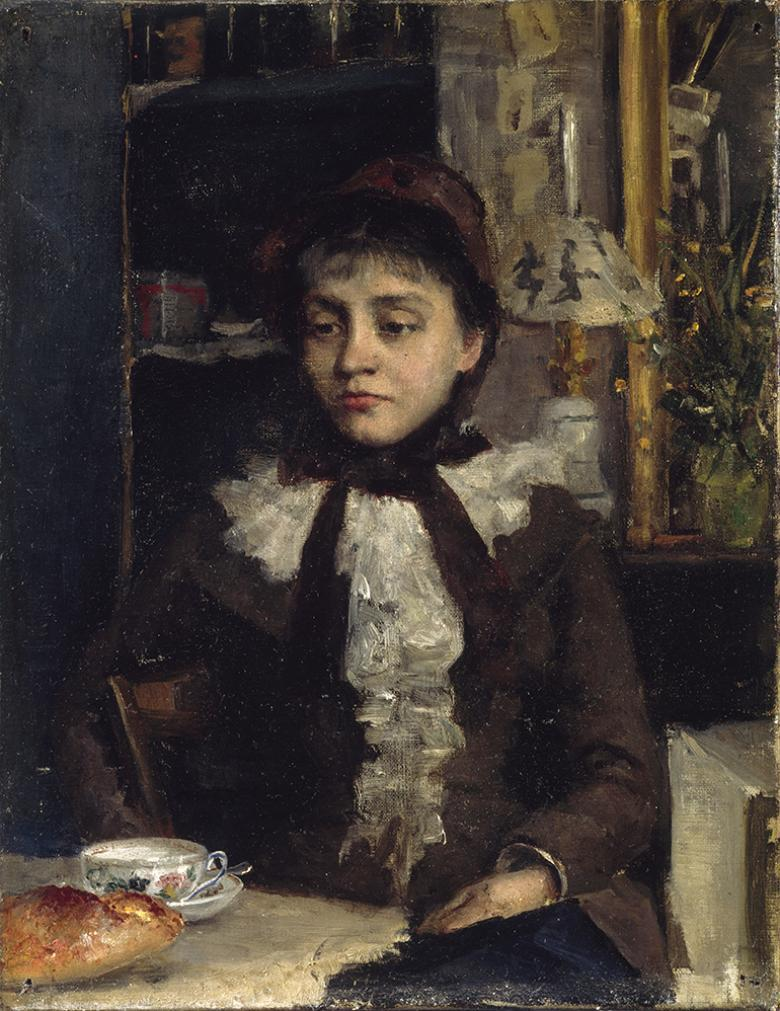
「朝食」（1881年）。パリ時代の影響を受けている。

人物画ではありながら、「朝食 (Le Petit Déjeuner) 」（アイルランド国立美術館所蔵）など著名人の肖像画に当てはまらない作品も存在する。

## ステンドグラス工房「アン・トゥ・グリナ(An Túr Gloine) 」

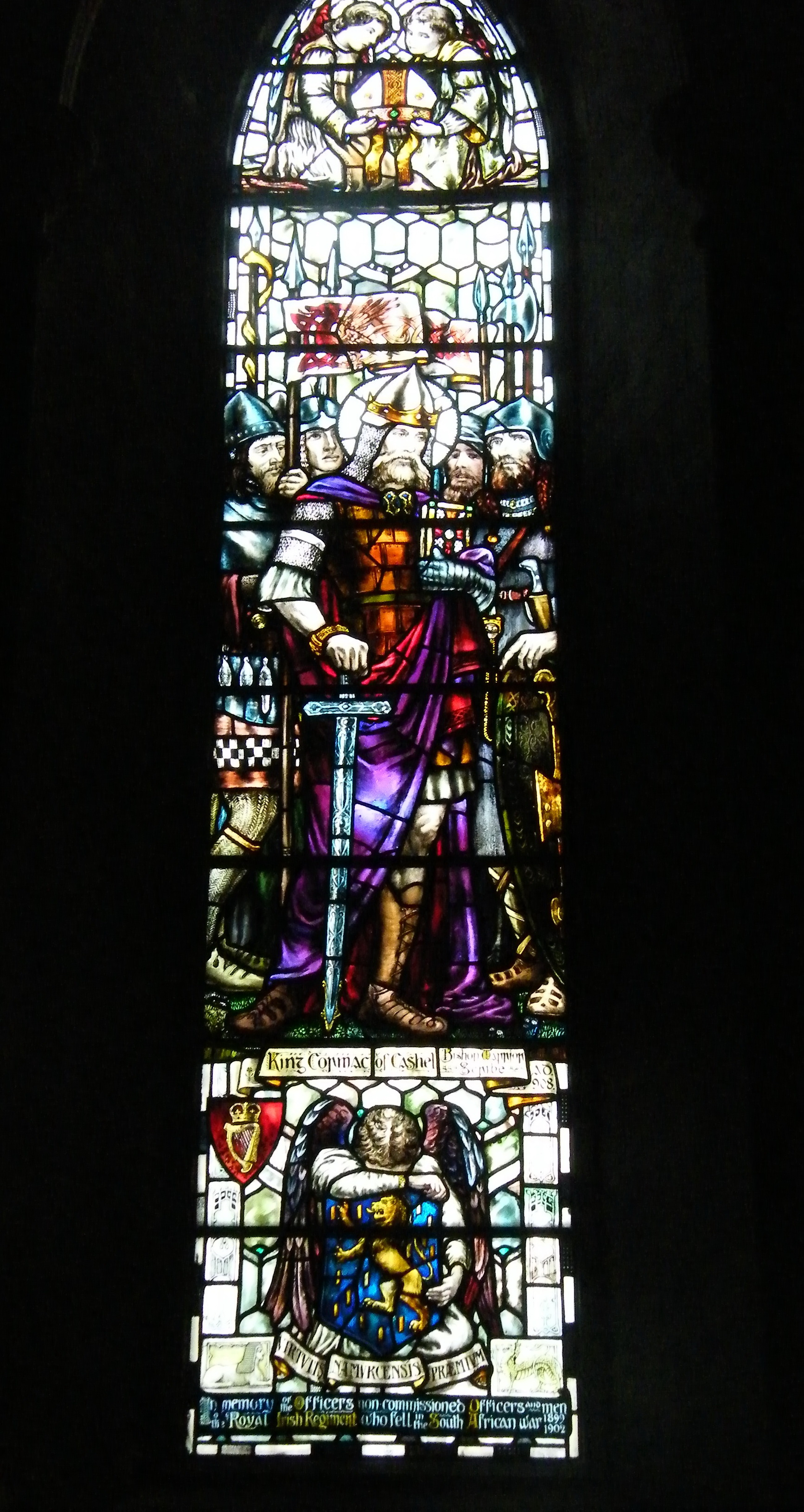
ダブリンの聖パトリック大聖堂のステンドグラス製の窓（セアラ・パーサー作、1906年）。マンスター王、カシェルのコルマクを描いている。

セアラ・パーサーはダブリンに設立されたステンドグラスの協同組合「アン・トゥ・グリナ (An Túr Gloine)」（「ガラスの塔」という意味）に出資し、1903年の発足当初から自身の引退する1940年まで運営に関わった。新たに参加してきた著名人のなかには、マイケル・ヒーリーをはじめとしてキャサリン・オブライエンやイーヴィ・ホーン、ウィルヘルミーナ・ゲッデス、ベアトリス・エルヴェリー、エセル・リンドなどのほか、ベルギー人の画家マルテ・ドナスもいた。パーサーは、このステンドグラス工房がアーツ・アンド・クラフツの理念を遵守すべきだと強く考えていた。
彼女は正式な工房の責任者ではなかったが、肖像画家としての豊富な人脈を駆使して依頼主への対応を担い、工房の各アーティスと依頼要求とを擦り合わせるアート・ディレクターの役割を果たした。
工房の作品のうち、パーサーは20点以上の窓のデザインを統括していたと考えられるが、実物の製作よりも原案を担当していた可能性が高い。パーサー自身の手による作品は少なく、最初期の主要な作品は、ゴールウェイ県ロックレイの聖ブレンダン大聖堂の礼拝堂中央に設置された3枚のステンドグラスであり、礼拝堂入口に設置されたもの（聖ブレンダンを描いている）は彼女の作である。彼女の最後のステンドグラス作品はウェストミーズ県のキルカンにあるアイルランド聖公会の教会に設置された「善き羊飼いと善きサマリア人」（1926年）だと考えられる。また、パーサーが最後に手がけた人物画は、ジョン・ダウランド記念碑のデザイン（1937年）だったとされる。

## 後世における評価

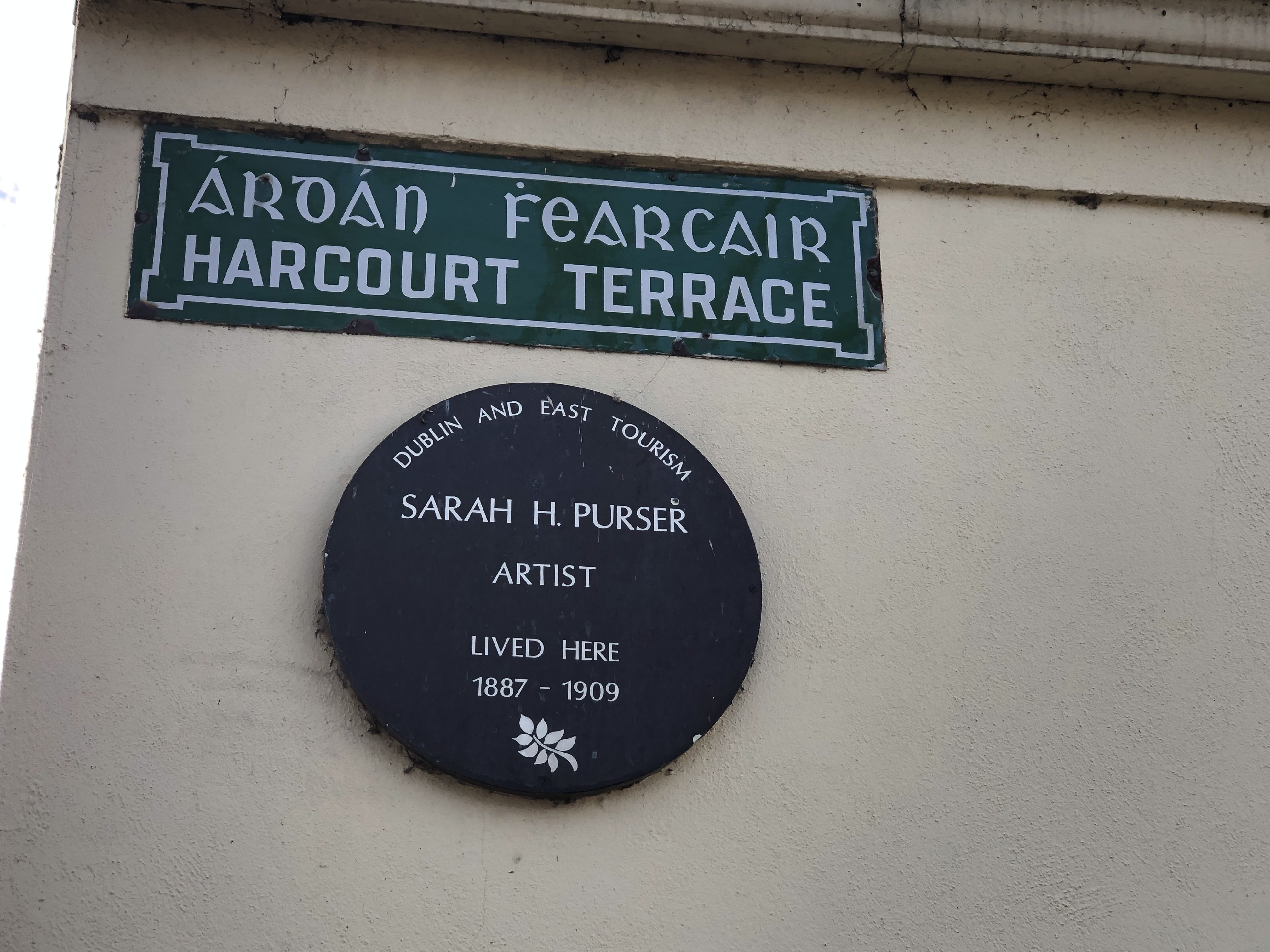
ハーコート・テラス11番地にあったセアラ・パーサーのアトリエ跡に貼られた銘板

アトリエのあったハーコート・テラス11番地にはパーサーの銘板がある。 アイルランド郵便は2020年に発行した「女性の先駆者たち」記念切手シリーズのなかにパーサーを含めている。
1974年にはFNCI設立50周年を記念して、ダブリン市立現代美術館（現ヒュー・レイン美術館）においてパーサーの作品の展示会が行われた。アイルランド国立美術館は2023年10月から2024年2月まで‘Sarah Purser: Private Worlds’という特設展示を行っており、ヒュー・レイン美術館では2024年7月から2025年1月まで‘More Power to You: Sarah Purser – A Force for Irish Art’という展示を行っていた。